# Ответен удар (2016)
Ответен удар (2016) е кеч WWE Network pay-per-view (PPV) събитие, продуцирано от WWE. Провежда се в Richmond Coliseum в Ричмънд, Вирджиния на 11 септември 2016 г.
Това е 12-ият турнир, продуциран под името „Ответен удар“ и първият за марката „Разбиване“, след второ разширяване на марките през юли 2016 г.
Осем мача се провеждат по време на събитието, включително един мач преди него. В главния мач Ей Джей Стайлс побеждава Дийн Амброуз и печели Световната титла на WWE. Това събитие също отбелязва първите шампиони в женската и отборната дивизия на „Разбиване“, които са Беки Линч и отбора на Хийт Слейтър и Райно.

## Заден план
Събитието включва мачове, получени от сценични сюжети и имат резултати, предварително решени от WWE и марката Разбиване, една от марковите дивизии на WWE. Сюжетите се продуцират по седмичното телевизионно шоу на WWE, Разбиване на живо.
На „Лятно тръшване“, Дийн Амброуз запазва Световната титла на WWE срещу Долф Зиглър, докато Ей Джей Стайлс побеждава Джон Сина. На 23 август на „Разбиване“, Стайлс се подиграва със Зиглър, който тогава атакува Стайлс. По-късно Стайлс е обявен за главен претендент за Световната титла на WWE на Ответен удар. Зиглър отново поиска друг шанс за титлата, но Стайлс го побеждава в мач, в който ако Зиглър спечели, мача за титлата на Ответен удар става мач Тройна заплаха, включвайки Зиглър. На 30 август, мачът без заложба на Амброуз и Барън Корбин приключва с дисквалификация, когато Стайлс, който е гост коментатор за мача, се намеси; получения побой между тримата, приключи, когато Стайлс пада на слабините си върху горното въже. Седмица по-късно, конфронтацията между Стайлс и Амброус, приключва когато Стайлс удря Амброуз под пояса.
На жребия на 19 юли 2016, Шампионката при жените на WWE Шарлът са премества в Първична сила, оставяйки Разбиване без женска титла. На 23 август на „Разбиване“ Титлата при жените на Разбиване е разкрита. Тогава Мач Шесторно предизвикателство между Алекса Блис, Беки Линч, Кармела, Наоми, Наталия и Ники Белае уредено за Ответен удар, определящо първата шампионка. Бела се завръща от травма два дни преди това на Лятно тръшване, когато се присъедини към отбора на Алекса и Наталия, замествайки Ива Мари и печелят срещу Беки, Кармела и Наоми. На 23 август, на Разбиване Ники Бела трябва да се бие срещу Кармела, която тя тушира на Лятно тръшване, но вместо това, Кармела атакува по време на интервю преди мача и по време на Говорейки направо, шоуто след Разбиване, превръщайки Кармела в злодей, а Ники в добра. На 30 август, на Разбиване, Кармела отново атакува Ники, която трябваше да коментира за отборния мач между другите опонентки на Ответен удар. На 6 септември, шестте жени правят шампионски форум, проведен от главния мениджър Даниъл Брайън, който приключи с побой. По-късно в същото шоу, всяка участва в отборен мач между шест жени между отбора на Ники Бела, Беки Линч и Наоми и отбора на Наталия, Алекса Блис и Кармела. Мачът свърши, когато Кармела накара Ники да се предаде от Кода за мълчание.
Също на Жребия за 2016, Отборните шампиони на WWE Нов Ден са преместени в Първична сила, оставяйки Разбиване без отборни титли. На 23 август 2016 в епизод на Разбиване, Отборните титли на Разбиване са разкрити заедно с тази при жените. Урежда се турнир, короноващ първите шампиони, финала на който се провежда на Ответен удар. Шестте обявени отбора за турнира са Хайп Броус, Водевиланс, Възкачване, Братя Усо, Американска Алфа и Брийзанго, но Хийт Слейтър, който все още търси договор за Разбиване, след като не е преместен по време на Жребият, получава възможност за участие в турнира, с условие да намери съотборник и да спечели турнира, за да получи договор. Райно, който победи Слейтър, за да спечели договор седмици по-късно, се съгласява да бъде неговия съотборник. В четвъртфиналите Братя Усо побеждават Възкачване, а Американска Алфа побеждават Брийзанго, продължавайки до полуфиналите. На следващата седмица, Хайп Броус побеждават Водевиланс, а Слейтър и Райно побеждават Хедбенгърс (които се завръщат за пръв път от 16 години), продължавайки до полуфиналите. На епизода от 6 септември, Американска Алфа побеждава Братя Усо, докато Слейтър и Райно побеждават Хайп Броус. Обаче, Усо стават злодеи и атакуват Американска Алфа след техния мач. След като Чад Гейбъл претърпява нереална травма на крака, Американска Алфа са извадени от финалите на турнира Мач между Братя Усо и Хайп Броус е уреден за Ответен удар, победители, от който ще заместят Американска Алфа във финалите срещу Слейтър и Райно.
На 23 август, на Разбиване, Брей Уайът конфронтира Ренди Ортън. На следващата седмица, Уайът предизвиква Ортън на мач на Ответен удар, който Ортън приема. На епизода от 6 септември, Уайът започва да говори, твърдейки, че Ортън ще стане неговата плячка. Ортън отговаря със свое съобщение, в опит да надвие Уайът.
На 23 август, Говорейки направо, Интерконтиненталния шампион Миз започва тирада на главния мениджър Даниъл Брайън, в отговор на коментарите на Брайън, че се бие „като страхливец“ и „някой, който го е страх да бъде ударен“. На 30 август, на Разбиване, Долф Зиглър конфронтира Миз, карайки го да се бие с него, след като също казва, че е „мекушав, предпазващ страхливец“. След това, на Говорейки направо, Брайън уреди Миз да защитава Интерконтиненталната титла срещу Долф Зиглър на Ответен удар. На 6 септември, на Разбиване, Миз шамаросва Зиглър, който е гост коментатор за мача на Миз срещу Аполо Крус. След мача Зиглър още веднъж нарича Миз страхливец.

## Резултати
| №                                                                                     | Резултати                                                                                      | Правила | Време |
| ------------------------------------------------------------------------------------- | ---------------------------------------------------------------------------------------------- | --- | ----- |
| 1П                                                                                    | Барън Корбин победи Аполо Крус                                                                 | Индивидуален мач | 9:55  |
| 2                                                                                     | Беки Линч победи Алекса Блис, Кармела, Наоми, Наталия и Ники Бела                              | Елиминационен мач Шесторно предизвикателство за Титлата при жените на Разбиване                                                     | 14:40 |
| 3                                                                                     | Братя Усо (Джей Усо и Джими Усо) победиха Хайп Броус (Моджо Роули и Зак Райдър) чрез предаване | Отборен мач за класиране в отборния финал на турнира                                                                                | 10:11 |
| 4                                                                                     | Миз (ш) (с Марис) победи Долф Зиглър                                                           | Индивидуален мач за Интерконтиненталната титла на WWE                                                                               | 18:22 |
| 5                                                                                     | Брей Уайът победи Ренди Ортън служебно                                                         | Индивидуален мач | 00:24 |
| 6                                                                                     | Кейн победи Брей Уайът                                                                         | Мач без ограничения | 10:55 |
| 7                                                                                     | Хийт Слейтър и Райно победиха Братя Усо                                                        | Отборен финал на турнира за Отборните титли на Разбиване; след като Слейтър и Райно печелят, Слейтър получава договор на Разбиване. | 10:02 |
| 8                                                                                     | Ей Джей Стайлс победи Дийн Амброуз (ш)                                                         | Индивидуален мач за Световната титла на WWE                                                                                         | 25:01 |
| - (ш) – указва шампиона/шампионите в мача - П – показва, че мача се случи преди шоуто |                                                                                                | |       |

### Турнир за Отборните титли на Разбиване
|  | Четвъртфинали Разбиване на живо (23 и 30 август) | Четвъртфинали Разбиване на живо (23 и 30 август) |                  |       | Полуфинали Разбиване на живо (6 септември) | Полуфинали Разбиване на живо (6 септември) |  |  | Финал Ответен удар (11 септември) | Финал Ответен удар (11 септември) |
|  |                                                  |                                                  |                  |       |                                            |                                            |  |  |                                   |                                   |
|  |                                                  |                                                  |                  |       |                                            |                                            |  |  |                                   |                                   |
|  |                                                  |                                                  |                  |       |                                            |                                            |  |  |                                   |                                   |
|  | Американска Алфа (Джейсън Джордан и Чад Гейбъл)  | Туш                                              |                  |       |                                            |                                            |  |  |                                   |                                   |
|  | Американска Алфа (Джейсън Джордан и Чад Гейбъл)  | Туш                                              |                  |       |                                            |                                            |  |  |                                   |                                   |
|  | Брийзанго (Тайлър Брийз и Фанданго)              | 10:13                                            |                  |       |                                            |                                            |  |  |                                   |                                   |
|  | Брийзанго (Тайлър Брийз и Фанданго)              | 10:13                                            | Американска Алфа | Туш   |                                            |                                            |  |  |                                   |                                   |
|  |                                                  |                                                  | Американска Алфа | Туш   |                                            |                                            |  |  |                                   |                                   |
|  |                                                  | Братя Усо                                        | 0:28             |       |                                            |                                            |  |  |                                   |                                   |
|  | Братя Усо (Джими Усо и Джей Усо)                 | Братя Усо                                        | 0:28             | Туш   |                                            |                                            |  |  |                                   |                                   |
|  | Братя Усо (Джими Усо и Джей Усо)                 |                                                  |                  | Туш   |                                            |                                            |  |  |                                   |                                   |
|  | Възкачване (Конър и Виктор)                      | 3:49                                             |                  |       |                                            |                                            |  |  |                                   |                                   |
|  | Възкачване (Конър и Виктор)                      | 3:49                                             | Братя Усо†       | 10:02 |                                            |                                            |  |  |                                   |                                   |
|  |                                                  |                                                  | Братя Усо†       | 10:02 |                                            |                                            |  |  |                                   |                                   |
|  |                                                  | Хийт Слейтър и Райно                             | Туш              |       |                                            |                                            |  |  |                                   |                                   |
|  | Хайп Броус (Зак Райдър и Моджо Роули)            | Хийт Слейтър и Райно                             | Туш              | Туш   |                                            |                                            |  |  |                                   |                                   |
|  | Хайп Броус (Зак Райдър и Моджо Роули)            |                                                  |                  | Туш   |                                            |                                            |  |  |                                   |                                   |
|  | Водевиланс (Ейдън Инглиш и Саймън Гоч)           | 2:50                                             |                  |       |                                            |                                            |  |  |                                   |                                   |
|  | Водевиланс (Ейдън Инглиш и Саймън Гоч)           | 2:50                                             | Хайп Броус       | 7:03  |                                            |                                            |  |  |                                   |                                   |
|  |                                                  |                                                  | Хайп Броус       | 7:03  |                                            |                                            |  |  |                                   |                                   |
|  |                                                  | Хийт Слейтър и Райно                             | Туш              |       |                                            |                                            |  |  |                                   |                                   |
|  | Хедбенгърс (Мош и Трашър)                        | Хийт Слейтър и Райно                             | Туш              | 2:54  |                                            |                                            |  |  |                                   |                                   |
|  | Хедбенгърс (Мош и Трашър)                        |                                                  |                  | 2:54  |                                            |                                            |  |  |                                   |                                   |
|  | Хийт Слейтър и Райно                             | Туш                                              |                  |       |                                            |                                            |  |  |                                   |                                   |
|  | Хийт Слейтър и Райно                             | Туш                                              |                  |       |                                            |                                            |  |  |                                   |                                   |

† Когато Чад Гейбъл претърпява нереална травма, след победата над Братя Усо, Американска Алфа са извадени от финала. Тогава Братя Усо побеждават Хайп Броус в отборен мач за втори шанс на Ответен удар, замествайки Американска Алфа.

### Мач за Титлата при жените на Разбиване
| Елиминация  | Кечистка    | Елиминирана от | Начин на елиминация                                       | Време |
| ----------- | ----------- | -------------- | --------------------------------------------------------- | ----- |
| 1           | Алекса Блис | Наоми          | Туширана след комбинация от бомба и вратотрошач с Наталия | 9:38  |
| 2           | Наоми       | Наталия        | Предадена от Захапката на акулата                         | 10:52 |
| 3           | Наталия     | Ники Бела      | Туширана след fireman's carry cutter                      | 12:00 |
| 4           | Ники Бела   | Кармела        | Туширана с превъртане                                     | 12:08 |
| 5           | Кармела     | Беки Линч      | Предадена от Обезоръжаването                              | 14:40 |
| Победителка | Беки Линч   | Беки Линч      | Беки Линч                                                 | 14:40 |